# Forestville (Wisconsin)
Forestville ist eine Gemeinde (mit dem Status „Village“) im Door County im US-amerikanischen Bundesstaat Wisconsin. Im Jahr 2010 hatte Forestville 430 Einwohner.

## Geografie
Forestville liegt im Osten Wisconsins auf der Door-Halbinsel, die die Green Bay vom eigentlichen Michigansee trennt. Der Ort liegt am nordöstlichen Ufer des Ahnapee River, der rund 10 km südöstlich in den Michigansee mündet.
Die geografischen Koordinaten von Forestville sind 44°41′24″ nördlicher Breite und 87°28′45″ westlicher Länge. Das Gemeindegebiet erstreckt sich über eine Fläche von 1,35 km². Die Gemeinde Forestville wird  von der Town of Forestville vollständig umgeben, ohne dieser anzugehören.
Benachbarte Orte von Forestville sind Maplewood (6,4 km nördlich), Sturgeon Bay (21,1 km nordnordöstlich), Carnot (6,5 km ostnordöstlich), Algoma (10,2 km südsüdöstlich) und Kolberg (8,6 km nordwestlich).
Die nächstgelegenen größeren Städte sind Green Bay (56,2 km südwestlich), Milwaukee (213 km südlich), Chicago in Illinois (359 km in der gleichen Richtung), Wisconsins Hauptstadt Madison (280 km südsüdwestlich) und Eau Claire (375 km westlich).

## Verkehr
Der Wisconsin State Highway 42 verläuft in Nord-Süd-Richtung als Hauptstraße durch Forestville. Alle weiteren Straßen sind untergeordnete Landstraßen, teils unbefestigte Fahrwege sowie innerstädtische Verbindungsstraßen.
Entlang des Ahnapee River verläuft mit dem Ahnapee State Trail ein Rail Trail für Wanderer und Radfahrer. Im Winter kann der Wanderweg auch mit Schneemobilen und Skiern befahren werden.
Der Austin Straubel International Airport in Green Bay ist der 72,9 km südwestlich liegende nächste Regionalflughafen; die nächsten Großflughäfen sind der Milwaukee Mitchell International Airport in Milwaukee (223 km südlich), der O’Hare International Airport in Chicago (338 km in der gleichen Richtung) und der Minneapolis-Saint Paul International Airport (517 km westlich).

## Bevölkerung
Nach der Volkszählung im Jahr 2010 lebten in Forestville 430 Menschen in 183 Haushalten. Die Bevölkerungsdichte betrug 318,5 Einwohner pro Quadratkilometer. In den 183 Haushalten lebten statistisch je 2,35 Personen. 
Ethnisch betrachtet setzte sich die Bevölkerung zusammen aus 98,1 Prozent Weißen und 0,7 Prozent amerikanischen Ureinwohnern; 1,2 Prozent stammten von zwei oder mehr Ethnien ab. Unabhängig von der ethnischen Zugehörigkeit waren 1,9 Prozent der Bevölkerung spanischer oder lateinamerikanischer Abstammung. 
20,7 Prozent der Bevölkerung waren unter 18 Jahre alt, 61,2 Prozent waren zwischen 18 und 64 und 18,1 Prozent waren 65 Jahre oder älter. 50,7 Prozent der Bevölkerung war weiblich.
Das mittlere jährliche Einkommen eines Haushalts lag bei 17.351 USD. Das Pro-Kopf-Einkommen betrug 13.825 USD. 51,8 Prozent der Einwohner lebten unterhalb der Armutsgrenze.